# Vjačeslav Jekimov
Vjačeslav Vladimirovič Jekimov (rusky Вячеслав Владимирович Екимов, 4. února 1966 Vyborg) je bývalý ruský cyklista. Věnoval se silniční a dráhové cyklistice, do roku 1991 reprezentoval Sovětský svaz.
V roce 1984 se stal juniorským mistrem světa v bodovacím závodě a ve stíhacím závodě družstev. Na seniorském mistrovství světa v dráhové cyklistice vyhrál stíhačku jednotlivců mezi amatéry v letech 1985, 1986 a 1989 a mezi profesionály v roce 1990, stíhačku družstev v roce 1987 a bodovací závod profesionálů v roce 1991. Získal zlatou medaili ve stíhacím závodě jednotlivců na Hrách dobré vůle 1986 a ve stíhacím závodě družstev na olympiádě 1988. Vyhrál celkovou klasifikaci amatérských silničních etapových závodů Regio-Tour 1988, Tour de Normandie 1988 a Tour de l'Eurométropole 1989.
Od roku 1990 jezdil profesionálně. Vyhrál Züri-Metzgete 1992, Tři dny De Panne 1996 a 2000 a Kolem Nizozemska 2003. Dokončil patnáct ročníků Tour de France, kde získal tři etapová vítězství. Na olympijských hrách vyhrál časovku jednotlivců v roce 2000. O čtyři roky později skončil na druhém místě, ale po diskvalifikaci vítězného Američana Tylera Hamiltona za používání krevního dopingu obdržel v roce 2012 dodatečně zlatou medaili.
V roce 2001 byl zvolen nejlepším ruským cyklistou 20. století. Závodní kariéru ukončil v roce 2006, v letech 2012 až 2016 byl manažerem profistáje Katusha–Alpecin.